# Megaselia defecta
Megaselia defecta är en tvåvingeart som beskrevs av Borgmeier 1969. Megaselia defecta ingår i släktet Megaselia och familjen puckelflugor. Inga underarter finns listade i Catalogue of Life.